# Ембарго за дивергенция
Ембарго за дивергенция (на португалски: Embargos de divergência (pluralia tantum), Ембаргос джи дживерженсия, буквално Забрана за раздалeчаване) представлява съдебна процедура в Бразилия за обжалване en banc на съдебни решения тип акордао, произнесени от съдебен състав на Висшия съд или на Върховния федерален съд на Бразилия, когато тези решения се разминават с решения, произнесени от друг съдебен състав, орган или пленума на съответния съд, по отношение на начина, по който се интерпретира федералното законодателство.

## Характеристика
Правната регламентация на ембаргото за дивергенция се съдържа в чл. 546 от Гражданскопроцесуалния кодекс на Бразилия от 1973 (ГПК от 1973, в сила до март 2016) и, съответно, в чл. 1043 от Новия гржданскопроцесуален кодекс в Бразилия от 2015 (ГПК от 2015, в сила от март 2016). Процедурата е един от способите за унифициране на начина, по който съдилищата в страната интерпретират правните норми. Според Гражданскопроцесуалния кодекс на страната ембаргото за дивергенция е процедура, с която се обжалват единствено решения, произнесени от двете върховни съдебни инстанции в Бразилия – Висшия съд и Върховния федерален съд. Процедурата е допустима само в няколко, предвидени от закона случаи:
- срещу акордао на съдебен състав на Висшия съд, произнесено по специално обжалване или обжалеане Аграво де инструменто, когато обжалваното акордао се различава от друго решение по спор от сходна материя, произнесено от друг състав или орган на Висшия съд;
- срещу акордао на състав на Върховния федерален съд, произнесено по извънредно обжалване или обжалеане Аграво де инструменто, когато обжалваното акордао се различава от друго решение по спор от сходна материя, произнесено от друг състав или пленума на Върховния федерален съд;

Чл. 508 ГПК (1973) обаче определя срок от 15 дни, в който може да бъде повдигнато ембарго за дивергенция срещу решение на съответните съдилища.
Основната цел, която се преследва чрез ембаргото за дивергенция, е да се унифицира вътрешната юриспруденция в двете върховни съдебни инстанции в страната В това отношение целта на процедурата наподобява и целта на процедурата Ембаргос инфраженчис с тази разлика, че докато обект на втората процедура са различията в тълкуването на правните норми, които съществуват между съдиите от един съдебен състав във висшите съдилища (в това число щатските и регионалните), то при ембаргос джи дживерженсия различията и разминаванията в тълкуването на правните норми съществуват между различните състави във всяка от двете върховни инстанции.
Гражданскопроцесуалният кодекс на Бразилия от 1973 г. не съдържа разпоредби, определящи как се провежда процедурата ембарго за дивергенция пред съответните съдилища. Вместо това законът упълномощава двете върховни инстанции сами да определят в своите вътрешни правилници компетентните органи и другите административни и бюрократични изисквания за провеждането на тази процедура.
В съответствие с тази разпоредба чл. 206 от вътрешния правилник на Висшия съд определя, че ембаргосите за дивергенция се провеждат пред трите специализирани десетчленни състава на съда, наричани специализирани секции, и пред специалния петнадесетчленен орган на съда, наричан Специален съд.